# Кузнецов, Александр Александрович (актёр, 1992)
Алекса́ндр Алекса́ндрович Кузнецо́в (укр. Олександр Олександрович Кузнєцов; род. 22 июля 1992, Севастополь, Украина) — российский актёр. Исполнитель главных ролей в фильмах «Скиф» (2018) и «Сердце Пармы» (2022), а также роли Хельмута в фильме «Фантастические твари: Тайны Дамблдора» (2022). Лауреат открытого российского кинофестиваля «Кинотавр» (2019).

## Биография
Александр Кузнецов родился и вырос в Севастополе в семье моряка. В 16 лет отправился в Москву и прошёл все туры для поступления в театральное училище имени Щепкина, однако вернулся в Киев, где пробовал поступить в театральный институт им. Карпенко-Карого, но в итоге поступил в эстрадно-цирковую академию (КМАЭЦИ им. Л. И. Утёсова) на конферансье и клоуна. На следующий год всё же поступил в институт им. Карпенко-Карого. В 2011 году снова едет в Москву, где поступает на режиссёрский факультет в ГИТИС, курс Евгения Каменьковича и Дмитрия Крымова. Окончил ГИТИС в 2015 году по программе Россотрудничества.
После аннексии Крыма Российской Федерацией не вернулся на Украину, а сосредоточился на построении кинокарьеры в России.
На театральной сцене дебютировал в 2014 году в спектакле Дмитрия Крымова «О-й. Поздняя любовь» театра «Школа драматического искусства». Спектакль был удостоен премии Золотая маска 2016 в номинации «Лучший спектакль в драме, малая форма». Ещё в учебном театре ГИТИС, а позднее в Театральном центре на «Страстном» поставил собственный спектакль «Игроки» по мотивам одноимённого произведения Николая Гоголя.
После окончания института был принят в стажёрскую группу Московского Художественного театра, в которой состоял до 2017 года. В МХТ с 2015 по 2019 годы играл Сергея Геннадиевича Нечаева в спектакле Александра Молочникова «Бунтари».
В 2018 году состоялось сразу несколько премьер с участием Александра, в том числе «Скиф» Рустама Мосафира, «Лето» Кирилла Серебренникова, «Кислота» Александра Горчилина и «Папа, сдохни» Кирилла Соколова.
В 2019 году Александр был занят сразу в нескольких проектах: начались съёмки сериала «Шаман» режиссёра Рустама Мосафира; был запущен съёмочный процесс экранизации романа Алексея Иванова — «Сердце Пармы», где у Александра роль князя Михаила; весной 2019 года прошли съёмки первого иностранного проекта «Мой легионер» режиссёра Рашель Ланг, в котором Александр сыграл одну из главных ролей вместе с Луи Гаррелем. В марте 2019 года вышел первый сезон сериала «Содержанки» режиссёра Константина Богомолова, в котором артист принял участие. В декабре 2019 года снялся в клипе Mujuice на песню «Circle of Salt».
В 2020 году Кузнецов завершил съёмки в датском сериале «Камикадзе», снятом по роману писателя Эрленда Лу «Мулей» специально для HBO Max. Премьера восьмисерийного проекта состоялась в ноябре 2021 года. В июне 2021 года стартовали съёмки первого монофильма Кузнецова — «Свободное падение» (режиссёр Олег Уразайкин). Выход фильма намечен на ноябрь 2023 года. Весной 2022 года вышел фильм Дэвида Йейтса «Фантастические твари: Тайны Дамблдора», в котором Александр сыграл Хельмута. Это первая роль актёра в крупной международной кинофраншизе.
После 21 сентября 2022 года уехал из России в Великобританию. В октябре 2022 года в широкий прокат вышла историческая драма «Сердце Пармы», где Александр сыграл главную роль.
Имеет чёрный пояс по айкидо. Параллельно с актёрской карьерой являлся фронтменом музыкальной группы Space Punk Industry.
В мае 2023 года стало известно, что Кузнецов получил роль в новом фильме Ильи Найшуллера «Главы государств» (Heads of State).
Снялся в главной роли в фильме режиссера Сергея Лозницы «Два прокурора», который вошёл в основную конкурсную программу Каннского кинофестиваля 2025 года .

## Общественная позиция
В феврале 2022 года подписал открытое письмо КиноСоюза против военного вторжения России на Украину .

## Творчество
Театр
| Год  | Название            | Роль           | Театр                             | Режиссёр             |
| ---- | ------------------- | -------------- | --------------------------------- | -------------------- |
| 2014 | О-й. Поздняя любовь | Николай Шаблов | «Школа драматического искусства»  | Дмитрий Крымов       |
| 2015 | Игроки              | Ихарев         | «Театральный центр на «Страстном» | Александр Кузнецов   |
| 2015 | Бунтари             | Сергей Нечаев  | «МХТ имени А. П. Чехова»          | Александр Молочников |
| 2017 | Ночь влюблённых     | не указана     | «МХТ имени А. П. Чехова»          | Александр Молочников |

Кино
| Год  | Название                              | Роль                    |
| ---- | ------------------------------------- | ----------------------- |
| 2015 | Синдром Петрушки                      | Петя в юности           |
| 2018 | Скиф                                  | Куница                  |
| 2018 | Лето                                  | Скептик                 |
| 2018 | Кислота                               | Петя                    |
| 2018 | Спитак                                | Виктор                  |
| 2019 | Папа, сдохни                          | Матвей                  |
| 2019 | Братство                              | Ларёк                   |
| 2019 | Гроза                                 | Ваня Кудряш             |
| 2019 | Люби их всех                          | Дима                    |
| 2019 | Большая поэзия                        | Виктор                  |
| 2021 | Мой легионер                          | Влад Савченко           |
| 2022 | Фантастические твари: Тайны Дамблдора | Хельмут                 |
| 2022 | Сердце Пармы                          | князь Михаил Ермолаевич |
| 2023 | Клипмейкеры                           | Вася Коппола            |
| 2023 | Свободное падение                     | Максим Бортников        |
| 2025 | Два прокурора                         | Александр Корнев        |
| 2025 | Главы государств                      | Саша                    |

Телевидение и интернет
| Год  | Название         | Роль               | Тип                  | Канал        |
| ---- | ---------------- | ------------------ | -------------------- | ------------ |
| 2014 | Бесы             | гимназист          | сериал (4 эпизода)   | Россия-1     |
| 2014 | Лермонтов        | князь Барятинский  | док. фильм           | Первый канал |
| 2016 | Красные браслеты | Женя               | сериал (12 эпизодов) | Первый канал |
| 2016 | Аммонит 1618     | Гера Черный        | сериал (3 эпизода)   | YouTube      |
| 2017 | Собачатина       | Братик             | короткометражка      | YouTube      |
| 2018 | После Лета       | самого себя        | док. фильм           | YouTube      |
| 2018 | Ненастье         | Ян Сучилин         | сериал (11 эпизодов) | Россия-1     |
| 2018 | Лучше, чем люди  | Барс               | сериал (2 сезона)    | START        |
| 2019 | Содержанки       | Кир (Кирилл) Сомов | сериал (3 сезона)    | START        |
| 2019 | Место!           | Константин         | короткометражка      | Wink         |
| 2019 | БиХэппи          | Максим Сергиевский | сериал (2 сезона)    | Premier      |
| 2020 | Котёл            | Савелий Котлов     | фильм                | Okko         |
| 2021 | Камикадзе        | Криштоф            | сериал (8 эпизодов)  | HBO Max      |
| 2022 | Химера           | Константин Коньков | сериал (10 эпизодов) | IVI          |
| 2023 | За нас с вами    | Иван               | фильм                | IVI          |

Не вышедшие картины
| Название | Роль              | Тип                 | Примечание                        |
| -------- | ----------------- | ------------------- | --------------------------------- |
| Шаман    | Александр Воронов | сериал (8 эпизодов) |                                   |
| Крысолов |                   | фильм               | съёмки завершились в августе 2022 |

## Награды
- 2017 — «Международный фестиваль ВГИК» — победитель в номинации «Лучший актёр» первого этапа фестиваля ВГИК за главную роль в фильме «Собачатина» (роль Братика)[23][24]
- 2018 — «Сухумский международный кинофестиваль» — победитель в номинации «Лучший актёр» за главную роль в фильме «Собачатина» (роль Братика)[25]
- 2018 — OK!Awards «Больше чем звезды»— победитель в номинации «Новые имена — Кино»[26]
- 2018 — Международный Фестиваль европейского кино SUBTITLE. THE ANGELA AWARDS — Премия за роль Пети в фильме «Кислота»[27]
- 2019 — лауреат ежегодной премии «Аванс» (самым ярким молодым кинематографистам) журнала «Кинорепортёр» в рамках ММКФ[28]
- 2019 — лауреат ежегодной премии Chopard Talent Award (специальная премия молодым актёрам) в рамках ММКФ за роль в фильме «Кислота»[29]
- 2019 — приз имени Олега Янковского за лучшую мужскую роль (в фильме «Большая поэзия», реж. Александр Лунгин) на XXX Открытом российском кинофестивале «Кинотавр» в Сочи[30]
- 2019 — приз за лучшее исполнение мужской роли (в фильме «Большая поэзия», реж. Александр Лунгин) на Сахалинском международном кинофестивале «Край света. Восток»[31]
- 2019 — приз за лучшее исполнение мужской роли (в фильме «Котёл», реж. Ева Басс) на Открытом российском фестивале кино и театра «Амурская осень»[32]
- 2019 — OK!Awards «Больше чем звёзды» — победитель в номинации «Главный герой — Кино»[33]
- 2022 — Ежегодный рейтинг «З0 до 30» российской редакции Forbes — победитель в номинации «Искусство»[34]

## Мнения об актёре
Журнал «VOGUE Россия»:

Александр настолько уверен в себе и своих возможностях, что начинаешь думать: вот он, новый Киллиан Мерфи, надежда российского кинематографа. Дайте ему года четыре — и увидите на обложке Vanity Fair, no doubt.— "Герои нашего времени". Октябрь, 2018 год
Газета «Известия»:

Один из самых востребованных и ярких молодых актёров России, Кузнецов буквально ворвался в наше кино, снявшись в историческом фэнтези «Скиф». И с тех пор фильмы с его участием не сходят с экранов: «Лето», «Спитак», «Кислота», «Ненастье», «Красные браслеты»… Причем даже во второстепенных ролях он сразу обращает на себя внимание. Он умеет быть яростным, умным, язвительным, опасным, но при этом до удивления наивным и беззащитным.— "Не задушишь, не убьёшь: герои «Папа, сдохни» бьются насмерть". 3 апреля, 2019 год
Егор Москвитин, кинокритик, программный директор фестиваля «Пилот»:

Как и многие актёры, оказавшиеся нарасхват, Саша Кузнецов старается везде быть разным. Так что, глядя на жиголо в «Содержанках», советского солдата в «Братстве», воина-берсерка в «Скифе» и призрака в «Лете», зритель быстро освобождается от жужжащей мысли, что это один и тот же человек..— Проект «Новые русские» к 25-летию Cosmopolitan. Июнь, 2019 год